# Tamopsis amplithorax
Tamopsis amplithorax – gatunek pająka z rodziny Hersiliidae.
Gatunek ten został opisany w 1987 roku przez Barabarę i Martina Baehrów na podstawie pojedynczego samca odłowionego w paśmie Stirling Range.
Holotypowy samiec ma 4,9 mm długości ciała, z czego 2,1 mm przypada na karapaks. Prosoma okrągła, bardzo ciemna z brązowawymi szczękoczułkami. Obszar oczny w zasadzie niewyniesiony, a nadustek zaledwie w ⅓ tak wysoki jak on. Przednio-środkowa para oczu największa. Opistosoma żółta z czarnymi brzegami i pasem lancetowatym, w obrysie silnie wydłużona, o bokach prawie równoległych. Na jej powierzchni 3 pary grzbietowych dołków mięśniowych: przednie sierpowate i bardzo wydłużone, środkowe sierpowate, tylne małe i okrągłe. Odnóża żółte, nieco ciemniejsze na końcach. Nogogłaszczki samca z dużą, silnie wydłużoną, mocno haczykowato zakończoną apofizą medialną, zaś apofizą boczną u nasady szeroką, a u wierzchołka kubkowatą, zakrywającą całkowicie embolus.
Pająk endemiczny dla Australii Zachodniej.